# SurveyMonkey
SurveyMonkey es una empresa de Estados Unidos que le permite a los usuarios la creación de encuestas en línea. Las oficinas de la empresa se localizan en Menlo Park, California y Portland, Oregon.

## Historia

### Fundación
La empresa fue fundada en 1999 por Ryan y Chris Finley. En abril de 2009 se vendió a un consorcio, del cual Dave Goldberg es el CEO.
En mayo del 2015, Dave Goldberg pierde la vida en Punta Mita, Nayarit a causa de un traumatismo craneal.
En enero del 2016 Zander Lurie ingresa a la compañía como el nuevo CEO, reemplazando a Bill Veghte quien había ostentado el cargo hasta entonces.

### Expansión
En 2010 recibió USD 100 millones en financiación de deuda de Bank of America, Merrill Lynch y SunTrust Robinson Humphrey.
En 2013, SurveyMonkey tenía 15 millones de usuarios.
Tras la muerte de su CEO, Dave Goldberg en 2015, Zander Lurie se hace cargo de la compañía y en septiembre de 2018 decidió salir a la bolsa. La compañía busca recaudar USD $100 Millones mediante los mercados públicos.

### Adquisiciones
Ha adquirido ya otros instrumentos de encuesta (polling precisión, Wufoo y Zoomerang), así como una participación en Clicktools, con sede en Reino Unido.